# 일중독증
일중독증은 생활의 양식이어야 할 직업에 사생활을 많이 희생해 일만 하는 상태를 가리키는 말이다. 영어로 워커홀릭(영어: workaholic)이라고도 불린다. 이에 따라 과로사나 과로 자살이 사회 문제로 대두하고 있다.

## 같이 보기
- 과로사